# Polyipnus omphus
Polyipnus omphus és una espècie de peix pertanyent a la família dels esternoptíquids.

## Descripció
- Fa 5,6 cm de llargària màxima.
- Nombre de vèrtebres: 33-34.[5][6]

## Hàbitat
És un peix marí, d'aigües fondes i bentopelàgic.

## Distribució geogràfica
Es troba a Madagascar i Papua Nova Guinea.

## Observacions
És inofensiu per als humans.